# Virginie Raisson
 (avril 2023).
 (avril 2023).
Si vous disposez d'ouvrages ou d'articles de référence ou si vous connaissez des sites web de qualité traitant du thème abordé ici, merci de compléter l'article en donnant les références utiles à sa vérifiabilité et en les liant à la section « Notes et références ».
En pratique : Quelles sources sont attendues ? Comment ajouter mes sources ?
Virginie Raisson est une géopolitologue française née le 29 juin 1965 à Grenoble.
Spécialisée dans la géopolitique prospective, elle dirige le Laboratoire d'études prospectives et d'analyses cartographiques (LÉPAC), qu'elle a cofondé avec son compagnon Jean-Christophe Victor, un laboratoire privé et indépendant de géopolitique et prospective, sur lequel s'appuie notamment l'émission Le Dessous des cartes.

## Biographie

### Formation
Diplômée de l'université Paris IV, Paris I, Paris VIII en histoire, relations internationales et géopolitique, elle a commencé sa carrière professionnelle en tant que consultante auprès de la Commission européenne à Bruxelles.

### Vie professionnelle
À de nombreuses reprises, elle est chargée par des organismes internationaux, publics ou non gouvernementaux, de conduire des missions d'analyse et de négociation sur le terrain, notamment sur des zones de conflit. Pendant neuf ans, elle est membre du conseil d'administration de Médecins sans frontières, en France puis aux États-Unis.
Virginie Raisson effectue aussi régulièrement des missions de formation à l'international auprès de diplomates, dirigeants de groupes internationaux, administrateurs de collectivités territoriales, professeurs d'histoire géographie, etc.
En plus des travaux d'analyse et de cartographie qu'elle publie régulièrement dans des revues et des ouvrages francophones, Virginie Raisson est coauteur des deux premiers volumes de l'Atlas du Dessous des Cartes et l'auteur de l'ouvrage de prospective : 2033, Atlas des futurs du monde, édité en 2010.
En décembre 2020, elle co-fonde, avec Jérôme Cohen, le Grand Défi des entreprises pour la planète, qui consiste à impliquer cent entreprises tirées au sort pour élaborer cent propositions pour la bifurcation écologique. Le processus permet en février 2023 de présenter ces cents propositions au CESE.

## Publications
- Le Dessous des cartes - Atlas géopolitique, avec Jean-Christophe Victor et Frank Tétart, Éditions Tallandier, 2005.
- Enfants, la face cachée du sida, Unicef, 2006.
- Le Dessous des cartes - Atlas d'un monde qui change, avec Jean-Christophe Victor et Frank Tétart, Éditions Tallandier, 2007.
- 2033, Atlas des futurs du monde, Éditions Robert Laffont, 2010  (ISBN 9782221112342).
- 2038, Atlas des futurs du monde, Éditions Robert Laffont, 2016  (ISBN 2-221-15780-X).